# Stacks On Deck
Stacks On Deck è un mixtape del rapper statunitense Soulja Boy, pubblicato il 15 marzo 2016.

## Tracce
1. Stacks On Deck – 2.54
2. Benihana – 3.29
3. Doperunner (feat. Agoff & King Reefa) – 3.59
4. Snapchat (feat. Lil Yachty & Rich The Kid) – 4.02
5. Robins Jean With The Wings – 3.00
6. Two Step (feat. Agoff) – 2.52
7. I Got Bricks (feat. Calico Jonez) – 3.43
8. In The Air – 3.14
9. Get Jiggy With It – 3.37
10. Racks On My Mind – 3.16
11. For Real – 3.12
12. At It Again (feat. Agoff) – 1.49
13. Ball – 3.08
14. All I Need – 3.00
15. Long Time (feat. Rich The Kid) – 2.42